# Нафтогазоносний пояс
Нафтогазоносний пояс — одиниця нафтогазогеологічного районування найвищого рангу глобального рівня. Представлена асоціацією нафтогазоносних провінцій, або басейнів, споріднених з близькими за характеристиками крупними геотектонічними елементами земної кори, в межах яких утворення і накопичення вуглеводнів відбувались під впливом схожих геодинамічних режимів надр. За основу схем поясного районування прийнята тектонічна характеристика надр і їх геологічна історія.
Зараз не існує загальноприйнятої схеми нафтогазопоясного районування. Найбільш розробленою і закінченою є схема районування В. П. Гаврилова, яка враховує всі основні нафтогазоносні території світу.

## Класифікація
За даними геотектонічного районування земної кори, В. П. Гавриловим виділено 24 пояси нафтогазонакопичання, які відносяться до одного з трьох основних типів: 
- субдукційного (формуються під впливом субдукційного геодинамічного режиму, який характеризується «закриттям» океанічного простору і виникненням на його місці континентальної споруди. Пояси цього типу розташовуються по окраїнам сучасних платформ — Східноазійський пояс огинає Сибірську, Південнокитайську і Австралійську древні платформи, Західноамериканський — Північну і Південноамериканську платформи, Африканоіндійський — Африканоаравійську, Аравійську та Індостанську платформи)
- рифтогенного (утворюються під впливом рифтогенного геодинамічного режиму, який притаманний внутрішньо- чи окраїнно-континентальним рифтовим системам). Рифтогенні пояси пов'язані з окраїнами сучасних материків (Східнопівнічноамериканський, Східнопівденноамериканський, Західноафриканський пояси, або розташовані всередині них (Червономорський та Західносиірський пояси)
- депресивного (формуються під впливом депресивного геодинамічного режиму, який характерний для крупних внутрішньоплатформних западин. Тут виділено Центральнопівнічноамериканський пояс всередині Північноамериканської платформи, Центральноафриканський в Африкано-Аравійській і Південноафриканській платформах, та Центральнокитайський всередині Північнокитайської древньої платформи)

Субдукційні, рифтогенні та депресивні пояси нафтогазонакопичення формувались і розвивались в різні періоди геологічного часу. Загальна площа поясів (за схемою В.П. Гаврилова) становить близько 130 млн км², вони охоплюють практично всі нафтогазоносні території континентів. Різні пояси нафтогазонакопичення розрізняються за площею: найбільш крупні — Східноазійський (34 млн км²) і Західноамериканський (близько 20 млн км²) субдукціного типу, а найдрібниші — Західно- і Східноіндійські пояси рифтогенного типу (0,08 та 0,09 млн км² відповідно). Пояси відрізняються не тільки за площею, але і за кількістю нафтогазоносних провінцій в їх складі. В поясах субдукційного типу знаходиться 77 НГП, в рифтогенних — 13, в депресивних — 10.